# چهل و هفتمین جایزه آکادمی فیلم ژاپن
چهل و هفتمین جایزه آکادمی فیلم ژاپن (انگلیسی: 47th Japan Academy Film Prize) (第۴۷回日本アカデミー賞))، جایزه ای است که توسط انجمن Nippon Academy-Sho به جایزه برتری در فیلمسازی اهدا می‌شود. این در ۸ مارس ۲۰۲۴ در هتل گرند پرینس شین تاکاناوا در توکیو با گوینده رایگان شینیچی هاتوری و بازیگر زن یوکینو کیشی میزبان نمایش برگزار شد.